# St. Antonius (Lathwehren)

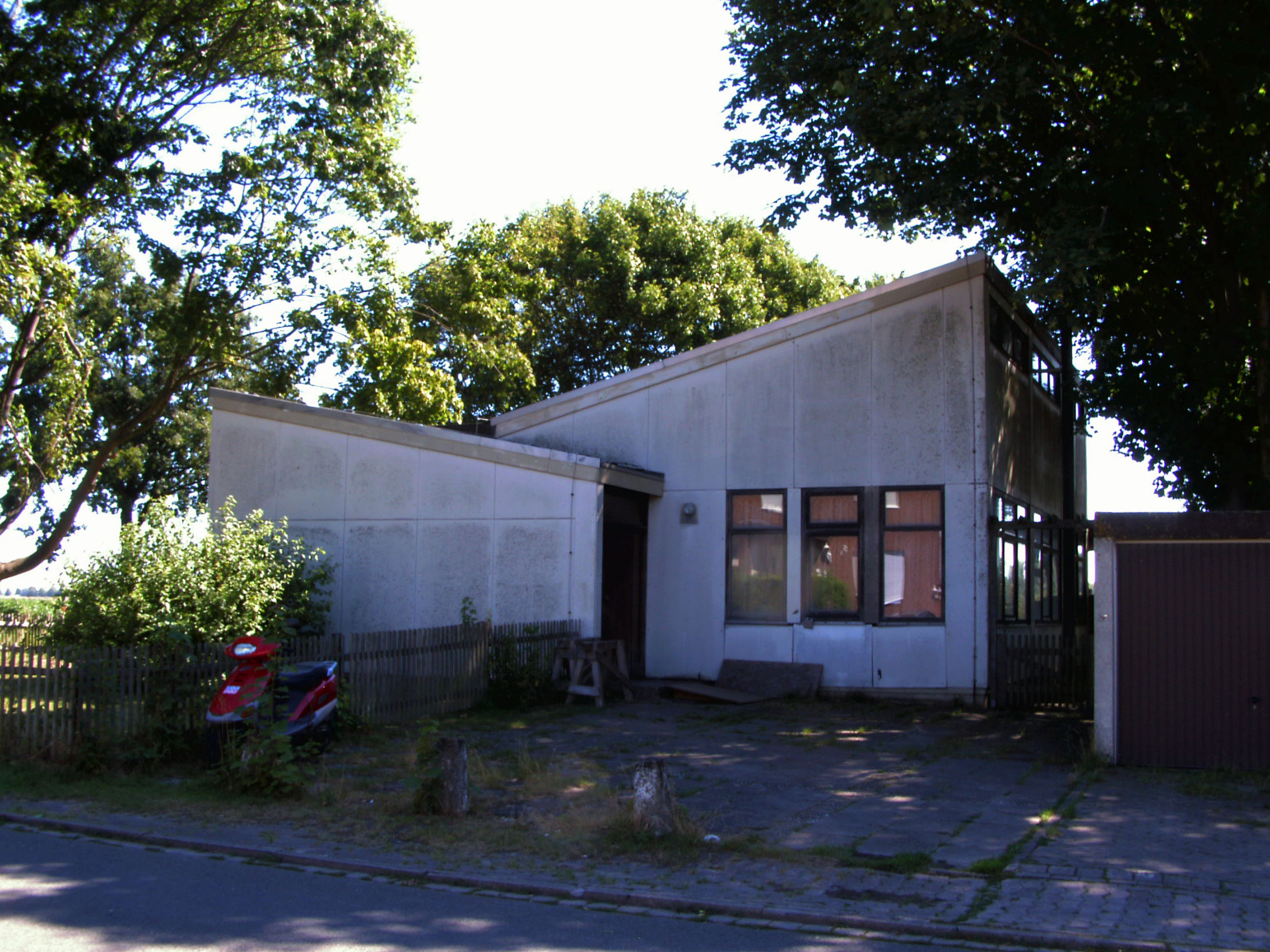
Ehemaliges Kirchhaus (2013)

St. Antonius war die katholische Kirche in Lathwehren, einem Stadtteil von Seelze in der Region Hannover in Niedersachsen. Das nach dem heiligen Antonius dem Großen benannte Gotteshaus gehörte stets zur Kirchengemeinde St. Matthias in Groß Munzel, im Dekanat Hannover-West des Bistums Hildesheim. Heute gehören die katholischen Einwohner Lathwehrens zur Pfarrgemeinde Hl. Dreifaltigkeit in Seelze.

## Geschichte
Durch die Flucht und Vertreibung Deutscher aus Mittel- und Osteuropa infolge des Zweiten Weltkriegs nahm die Zahl der Katholiken im seit der Reformation evangelisch-lutherisch geprägten Lathwehren und den umliegenden Ortschaften stark zu. Geistliche der Dreifaltigkeitskirche in Seelze hielten in Lathwehren zunächst katholische Gottesdienste in einem Saal, wo bis zur Eröffnung des Kirchhauses zelebriert wurde. 1968/69 wurde das Kirchhaus St. Antonius erbaut. Am 24. August 1969 nahm Weihbischof Heinrich Pachowiak die Benediktion vor. 1989 fand im inzwischen renovierungsbedürftigen Kirchhaus der letzte Gottesdienst statt; es wurde verkauft und wird heute profan genutzt.

## Lage und Architektur
Das Kirchhaus befand sich auf dem Grundstück Mosenweg 2 in knapp 58 Meter Höhe über dem Meeresspiegel, es entstand nach Plänen von Josef Fehlig. Im Kirchhaus befand sich ein Mehrzweckraum mit einem Altarraum und einer Sakristei, ferner ein Sprechzimmer und ein Bastelraum. In dieser Form waren bereits 1968 die Kirchhäuser St. Christophorus (Dörnten) und St. Raphael (Lachendorf) errichtet worden.